# Supercopa do Uruguai de Futebol de 2025
A Supercopa Uruguaya 2025, oficialmente denominada 2025 Supercopa Uruguaya – 250 Años de la Ciudad de Rosario, foi a oitava edição da Supercopa Uruguaya, a supercopa de futebol do Uruguai. Foi realizado em 26 de janeiro de 2025 entre o campeão do Campeonato Uruguaio de 2024, Peñarol, e o vencedor do Torneo Intermedio de 2024, Nacional, no Estádio Centenário em Montevidéu.
Na partida, o Nacional derrotou o Peñarol por 2 a 1 e conquistou seu terceiro título da Supercopa Uruguaia.

## Participantes
A Supercopa Uruguaia foi disputada pelos campeões da Primera División de Uruguay e do Torneo Intermedio do ano anterior, que foram Peñarol e Nacional, respectivamente.
Esta foi a terceira vez que ambas as equipes se enfrentaram em uma partida da Supercopa Uruguaia, tendo disputado as duas primeiras edições da competição. O Peñarol conquistou o título em 2018, derrotando o Nacional por 3 a 1, enquanto em 2019, o Nacional venceu o Peñarol nos pênaltis após um empate por 1 a 1 na prorrogação.
| Clube    | Cidade     | Classificação                                                | Participação |
| -------- | ---------- | ------------------------------------------------------------ | ------------ |
| Peñarol  | Montevidéu | Campeão do Campeonato Uruguaio de 2024                       | 3ª           |
| Nacional | Montevidéu | Campeão do Torneio Intermédio do Campeonato Uruguaio de 2024 | 5ª           |

## Partida
| 26 de janeiro de 2025 | Nacional                     | 2 – 1     | Peñarol    | Estádio Centenario, Montevidéu |
| 20:30 (UTC−3)         | López 38' (pen) · Recoba 44' | Relatório | 71' García | Árbitro: Javier Burgos         |

## Premiação
| Supercopa do Uruguai de 2025   |
| ------------------------------ |
| Nacional Campeão (3º.º título) |